# 天道 (台灣電視劇)
《天道》（英語：Fight for Justice），是2023年三立台灣台八點檔連續劇，為三立電視30週年台慶大戲，由華展娛樂傳媒製作、魔力時代傳媒協助拍攝。本劇以復仇題材為主題。2023年3月26日開鏡，2023年4月11日舉行角色曝光記者會，2023年5月3日上映，2024年7月外景拍攝結束。

## 片頭曲/主題曲
作詞人、作曲人、主唱皆為荒山亮，三立官方臉書「三立台劇」在2023年4月23日將該歌曲改成天道之主題曲，並發布2分鐘版本MV，該MV收錄部分劇情畫面。
華特音樂YouTube頻道在2023年5月3日公布之天道片頭曲是洪榮宏與張瀞云合唱的冬天一把火。三立天道官方YouTube頻道在2023年5月4日正片中並未播映冬天一把火作為主題曲，其所播映的片頭曲實際上是由荒山亮演唱的版本。2023年5月8日改用冬天一把火作為片頭曲。

## 爭議

### 未配合拍攝天道被封殺
男演員楊子儀因故未能配合在拍攝天道時加戲，被三立封殺後仍參與其他戲劇作品演出。三立官方在2023年3月28日聲明終止與楊子儀的一切合作。包含戲劇、綜藝等。對被三立封殺的事情，楊子儀透過經紀人表示對三立的感謝，因有其他個人規劃及安排，無法再追加客串演出，希望未來還有合作機會。受ETtoday星光雲訪問時，製作人表示封殺並不是因為合作不愉快。製作人表示不知道實際的原因，但因為重拍會造成損失而保留楊子儀戲份並調整劇情。
2023年5月25日在早點回家首映記者會受訪時表示，天道片酬已經入帳，還沒有機會合作。

### 維基百科在未經查證下加入曾莞婷虛構的出演資訊
曾莞婷在2023年的前5年沒有參與過台灣的八點檔演出，因為維基百科的作品欄在未經查證的情形下加入天道的出演資訊致使曾莞婷在2023年9月26日出席代言活動時被追問查證，曾菀婷被查證後表示劇組曾經洽談，但檔期及戲約都排到2024年所以已經拒絕。

## 各國上映時間
| 三立台灣台 週一至週五20:00          | 三立台灣台 週一至週五20:00             | 三立台灣台 週一至週五20:00         |
| ----------------------------------- | -------------------------------------- | ---------------------------------- |
|                                     | - 天道 - 2023年5月3日- - 2024年7月10日 |                                    |
| - 一家團圓 - 2022年3月9日           | - 願望 - 2024年7月10日                 |                                    |
| Astro歡喜台 週一至週五 20:35－23:00 |                                        |                                    |
| - 一家团圆 - 2022年3月31日          | - 天道 - 2023年5月26日－2024年7月31日  | 願望，2024年8月4日以後的周一至周五 |
| 佳乐台 週一至週五 19:00 - 21:15     |                                        |                                    |
| - 一家团圆 - 2023年1月2日           | - 天道 - 2024年3月19日                 | N/A                                |

## 演出人員
依照官方網站敘述，主要演員包含謝承均、王振復、曾智希、陳珮騏、蔡東威、林萱瑜、苗可麗、江國賓、張銘杰、林秀玲、岳虹、況明潔、陳霆、星卉、王耿豪、王惠五、張琴、陳謙文、黃玉榮、林健寰、黃瑄、林昀希、華千涵、李睿紳、賴郁庭、盧彥澤、楚翔、喬子齊、周辰達、成潤。